# Bakala
Bakala è una subprefettura della Prefettura di Ouaka, nella Repubblica Centrafricana. 